# Arsenal VG 70
Arsenal VG 70 byl experimentální letoun vyrobený ve Francii krátce po skončení druhé světové války, který měl posloužit k získání zkušeností při vývoji proudových stíhacích letounů. Jednalo se o aerodynamicky tvarovaný hornoplošník s šípovými nosnými plochami, k jehož pohonu posloužil kořistní proudový motor německého původu Junkers Jumo 004. Půlkruhové vstupní ústrojí se nacházelo pod trupem.
Projekt výroby zdokonalené verze VG 80 s britským motorem Rolls-Royce Nene nebyl realizován.

## Specifikace
Údaje podle

### Technické údaje
- Osádka: 1 (pilot)
- Délka: 9,7 m
- Rozpětí: 8,5 m
- Nosná plocha: 15 m²
- Výška: 2,3 m
- Vzletová hmotnost: 3 000 kg
- Palivová kapacita: 700 l
- Pohonná jednotka: 1 × proudový motor Junkers Motoren Jumo 004B-2
- Tah pohonné jednotky: 8,4 kN

### Výkony
- Maximální rychlost: 900 km/h
- Přistávací  rychlost: 150 km/h
- Plošné zatížení: 200 kg/m²